# Papuatrast
Papuatrast (Turdus papuensis) är en fågel i familjen trastar inom ordningen tättingar.

## Utseende och läte
Papuatrasten är en mörkbrun trast med lysande orange näbb, ögonring, ben och fötter. Lätena är varierade, vissa rätt avvikande från andra närbesläktade trastar, med ljusa och sträva "dzeer" och "dzip" liksom långa irrande serier.

## Utbredning och systematik
Fågeln förekommer huvudsakligen på Nya Guinea. eBird/Clements delar in den i fem underarter med följande utbredning:
- Turdus papuensis versteegi – västra Nya Guinea (berget Jayawijaya)
- Turdus papuensis erebus – Nya Guinea (Bismarckbergen)
- Turdus papuensis papuensis – bergen på sydöstra Nya Guinea
- Turdus papuensis keysseri – nordöstra Nya Guinea (berget Saruwaged på Huon-halvön)
- Turdus papuensis canescens – Goodenough Island (D'Entrecasteaux-arkipelagen)

IOC inkluderar istället erebus och keysseri i papuensis.
Tidigare inkluderades papuatrasten i ötrasten (Turdus poliocephalus), men denna har efter studier delats upp i ett antal arter, bland annat papuatrast.

## Levnadssätt
Papuatrasten bebor bergsbelägna skogar och skogsbryn, men kan också ses i öppnare miljöer som gräsmarker och klippiga sluttningar. Den födosöker aktivt, både på marken och uppe i träden.

## Status
IUCN erkänner den inte som art, varför dess hotstatus inte bedömts.